# براین گودل
براین گودل (به انگلیسی: Brian Goodell) (زادهٔ ۲ آوریل ۱۹۵۹) شناگر اهل ایالات متحده آمریکا است.